# Lotterikollektion
En lotterikollektion eller blot kollektion er et kontor hvorfra der sælges lodsedler til større lotterier, som for eksempel klasselotteriet, og hvor lotterigevinster kan udleveres eller udbetales. En bestyrer eller ejer af en lotterikollektion, kaldes en lotterikollektør eller kollektør. En kvindelig lotterikollektør kan også kaldes lotterikollektrice eller kollektrice.
Klasselotteriet havde indtil år 2000, hvor der blev indført salg over internettet, omkring 500 kollektioner. Kollektionerne blev tildelt efter sociale kriterier, og gav de udvalgte kollektører mulighed for at supplere deres indtægt. Varelotteriet har omkring 400 kollektioner (nu kaldet forhandlere) hos butikker og privatpersoner.